# Princesses Disney
Disney Princess ou   Princesses Disney  (au Canada) est une franchise de The Walt Disney Company. Le principe de cette gamme transversale de Disney Consumer Products lancée en 1999 est de capitaliser sur les princesses des films de Walt Disney Pictures.

## Conception de la gamme
La gamme « Princesses Disney » est conçue en 1999 par Andy Mooney, un ancien employé de la firme de chaussures Nike nouvellement embauché par la division des produits dérivés de Disney, qui enregistre alors des baisses de chiffres d'affaires de 30 % par an environ. Mooney a l'idée de lancer une vaste gamme de produits encourageant les petites filles à s'identifier aux princesses Disney plutôt que d'utiliser des panoplies de princesses génériques sans rapport avec un univers de franchise. Disney établit alors une palette de couleurs et des standards, dont l'utilisation de la couleur rose no 241 dans la classification Pantone des couleurs, et commence à représenter neuf de ses personnages féminins principaux en groupe. Il s'agit de la première opération de marketing où Disney fait de la publicité pour ses personnages séparément des films dont ils sont issus. Mais les princesses Disney n'échangent pas de regards entre elles sur les visuels, même lorsqu'elles sont représentées en groupe : chacune regarde dans une direction différente, ce qui rappelle qu'elles sont issues d'univers différents. Le mot « princesse » est utilisé dans un sens très vague, puisque plusieurs personnages incluses dans le groupe ne sont techniquement pas des princesses. En revanche, certains personnages comme Mulan et Pocahontas sont moins représentés que les autres en raison de leurs vêtements qui ne font pas « luxe ».
La gamme est lancée en 1999 dans les Disney Store en même temps que son pendant masculin Disney Heroes puis à partir de l'automne 2000 dans des chaînes de magasins non-Disney. Elle est aussitôt un succès commercial : entre 2001 et 2006, les ventes de la division des Disney Consumer Products bondissent de 300 millions de dollars à environ 3 milliards, ce qui fait de la gamme le succès commercial le plus rapide de Disney, alors même que l'exploitation et le développement de la gamme se poursuivent sans innovation particulière durant cette période. En 2006, la gamme Princesses Disney recouvre environ 25 000 produits dérivés différents.
Le 5 avril 2006, une boutique nommée Bibbidi Bobbidi Boutiques ouvre au sein du World of Disney de Downtown Disney Marketplace. Le 10 septembre 2007, le Château de Cendrillon du Magic Kingdom abrite désormais au rez-de-chaussée une Bibbidi Bobbidi Boutique.
Le 8 juillet 2008, une nouvelle Bibbidi Bobbidi Boutique ouvre au sein du Tokyo Disneyland Hotel.
Le 23 septembre 2010, Disney et JAKKS Pacific lancent une nouvelle gamme de poupées, Disney Princess & Me.
Le 16 octobre 2012, Disney fait évoluer la gamme Disney Princess avec une gamme de produit de beauté Disney Reigning Beauties autour de Cendrillon vendue exclusivement chez Sephora ou sur Internet, et prévoit d'en faire autour avec les autres princesses. Le 28 juillet 2013, Disney Consumer Products lance la gamme Disney Royal Ball collection, inspirée des princesses Disney et destinée aux jeunes filles pour la fête latino-américaine des 15 ans.
Le 27 octobre 2013, Disney annonce le lancement au Royaume-Uni de la gamme Disney Princess Palace Pets en 2014 après de bons résultats aux États-Unis.
Le 3 janvier 2014, la marque japonaise de lingerie Bellemaison lance une gamme de sous-vêtements pour adultes inspirée des princesses Disney,. Le 2 septembre 2015, Disney et Sephora lancent une gamme de poudriers avec miroirs avec les Princesses Disney.
Le 16 février 2019, en relation avec la sortie du film Ralph 2.0, Hasbro propose un coffret regroupant les 14 princesses Disney apparaissant dans le film avec leurs tenues modernes.
Une fois par an, les princesses Disney sont célébrées dans les parcs Disneyland à travers le monde au cours de la World Princess Week. En 2023, cette dernière a eu lieu du 20 au 26 août.

## Les princesses Disney

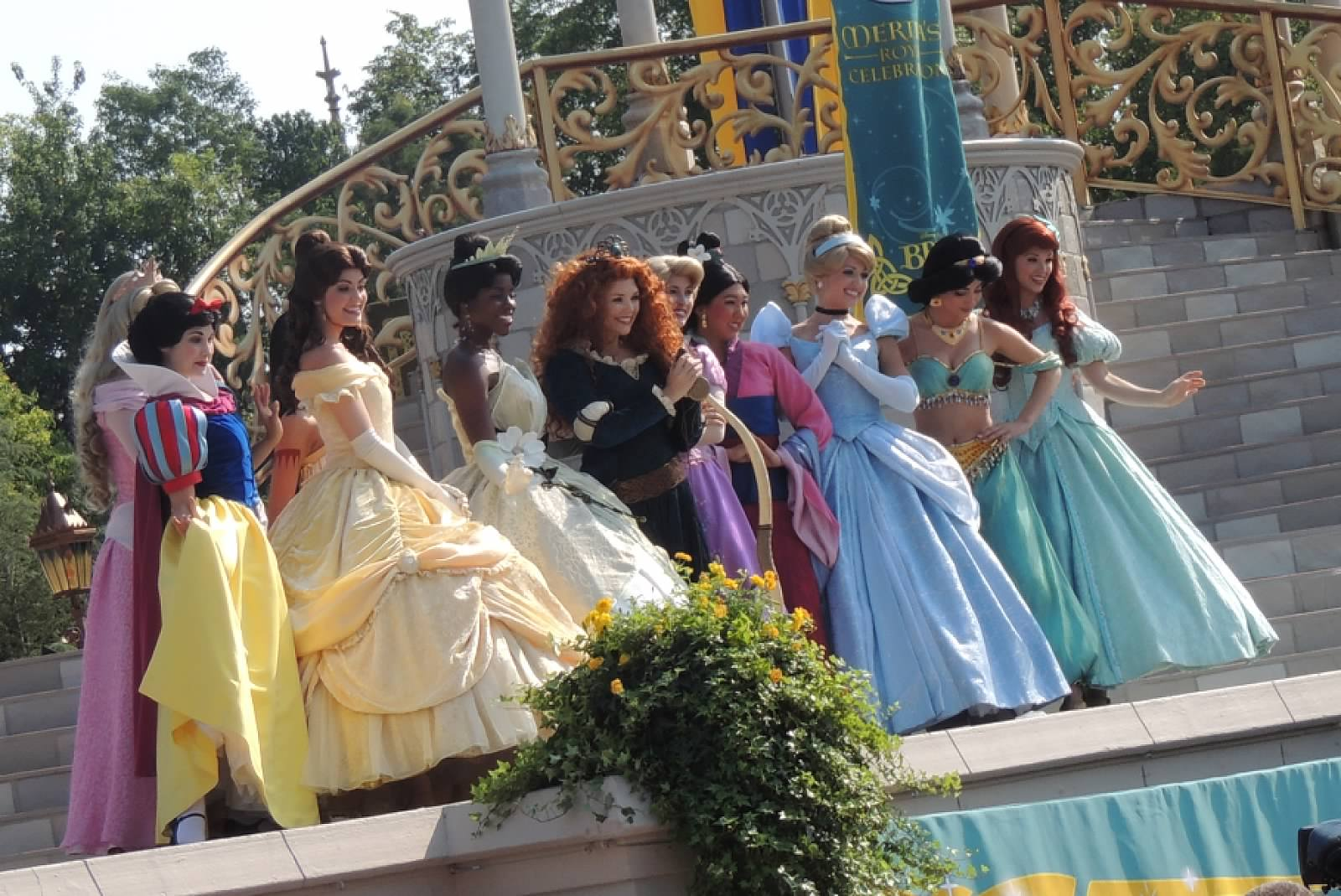
Les princesses Disney réunies à l'occasion de l'intronisation de Mérida.

Les princesses sont apparues pour la première fois dans les films suivants :
1. Blanche-Neige dans Blanche-Neige et les Sept Nains en 1937
2. Cendrillon dans Cendrillon en 1950 Cendrillon 2 : Une vie de princesse en 2002 et Le Sortilège de Cendrillon en 2007
3. Aurore dans La Belle au bois dormant en 1959
4. Ariel dans La Petite Sirène en 1989 La Petite Sirène 2 : Retour à l'océan en 2000 et Le Secret de la Petite Sirène en 2008
5. Belle dans La Belle et la Bête en 1991 La Belle et la Bête 2 : Le Noël enchanté en 1997 et Le Monde magique de la Belle et la Bête en 1998
6. Jasmine dans Aladdin en 1992 Le Retour de Jafar en 1994 et Aladdin et le Roi des voleurs en 1996
7. Pocahontas dans Pocahontas : Une légende indienne en 1995 et Pocahontas 2 : Un monde nouveau en 1998
8. Mulan dans Mulan en 1998 et Mulan 2 : La Mission de l'Empereur en 2004
9. Tiana dans La Princesse et la Grenouille en 2009
10. Raiponce dans Raiponce en 2010
11. Mérida dans Rebelle en 2012
12. Elsa et Anna dans La Reine des neiges en 2013 et La Reine des neiges 2 en 2019.
13. Vaiana (Moana en version québécoise et originale) dans Vaiana : La Légende du bout du monde en 2016 et Vaiana 2 en 2024
14. Raya dans Raya et le Dernier Dragon en 2021

## Les produits

### Personnages et couleurs
La gamme Disney Princesse de Disney Consumer Products s'organise autour de chaque personnage auquel est associé une couleur dominante.
- Blanche-Neige : cape rouge, col blanc, manches rouge et bleu clair, buste bleu foncé et jupe jaune citron (d'après sa robe de princesse)
- Cendrillon : toute la tenue est bleue glacier, gants blancs ou argentés (d'après sa robe de bal)
- Aurore : col et manches rose pâle, robe rose bonbon (d'après sa robe de bal)
- Ariel : vert et violet (en sirène) et bleu-vert turquoise en humaine (d'après sa robe de princesse et quelquefois blanc avec sa robe de mariée)
- Belle : jaune vieil-or, gants crème (d'après sa robe de bal)
- Jasmine : buste et pantalon vert d'eau, ceinture dorée ou bleue (d'après sa tenue dans le palais)
- Pocahontas : ensemble brun clair, ceinture marron (d'après sa robe de princesse amérindienne)
- Mulan : manches rose fuchsia, col violet, ceinture bleue vif, jupe rouge foncé (d'après sa robe quand elle se rend chez la marieuse)
- Tiana : buste blanc et gris-vert, jupe verte pâle, banche et gris-verte (d'après sa robe de bal et sa tenue de mariée)
- Raiponce : buste rose, jupe parme ou violet (d'après sa robe de princesse)
- Mérida : ensemble bleu soutenu, assez foncé (d'après sa robe de princesse écossaise)
- Vaiana : buste rouge et blanc, jupe beige, blanche et rouge (d’après sa tenue de princesse polynésienne)
- Raya : buste jaune et marron, pantalon vert, cape rouge (d'après sa tenue de guerrière)

Il existe aussi des produits à l'effigie de leurs « princes » respectifs : Prince Florian [Blanche-Neige], Prince Henri [Cendrillon], Prince Philippe [Aurore], Prince Éric [Ariel], Adam [Belle], Aladdin [Jasmine], John Smith [Pocahontas], Shang [Mulan], Prince Naveen [Tiana] et Eugène / Flynn [Raiponce].
Depuis 2013, il existe des produits représentant les animaux de compagnie des princesses dans la collection de jouets Disney Princess Palace Pets. Ils sont au nombre de douze. Chaque animal de compagnie correspond à une princesse et est assorti à la tenue de celle-ci à l'aide d'accessoires.
- Blanche-Neige : Pomme
- Cendrillon : Ballerine et carrosse
- Aurore : Bella et Fleur
- Ariel : Trésor
- Belle : Porcelaine et Rose
- Jasmine : Sultan
- Tiana : Mûre
- Raiponce : Bouton d'or, Précieuse et Truffe

### Quelques produits
Les produits possibles sont très nombreux mais caractérisés par la couleur dominante de chaque princesse. Il est possible de les classer ainsi :
- produits par Disney Softlines :
  - vêtements à l'effigie de chaque princesse,
  - linges de maison,
  - accessoires de beauté ou d'hygiène ;
- produits par Disney Hardlines :
  - articles d'écoles,
  - articles de maison, de cuisine, de fêtes,
  - appareils électriques ou électroniques,
  - objets d'art ;
- produit par Disney Toys : poupées, cuisines miniatures, etc. ;
- produit par Disney Stationery : des articles de papeterie ;
- produit par Disney Publishing : des livres, des cahiers de coloriage
  - un magazine : Disney Princess Magazine (Disney Princesse en France), disponible en 30 langues dans 75 pays ;
- produit par Buena Vista Games : jeux vidéo (principalement un jeu sur Game Boy Advance).

La gamme a aussi été déclinée en version « Halloween ».

## Autres utilisations
Disney a aussi profité de cette gamme de produits pour éditer :
- des disques Disney Princess Collection (Walt Disney Records) ;
- des DVD et cassettes Disney Princess Stories, lancé à l'automne 2004 par Walt Disney Home Video ;
- la réédition des grands classiques de Walt Disney Pictures (2002 à 2006) ;
- Princess Classics, un spectacle de Disney on Ice ;
- des sites internet ;
- les personnages apparaissent réunis sur une barge du spectacle Fantasmic ! de Disneyland et des Disney-MGM Studios.

### Kingdom Hearts
Le jeu vidéo Kingdom Hearts contient sept « Princesses de Cœur » (Princesses of Heart), des jeunes filles au cœur pur, la majorité étant des personnages Disney. Les princesses de cœur sont Blanche-Neige, Cendrillon, Aurore, Belle, Jasmine, Alice et Kairi (personnage de Kingdom Hearts).
Sora est aidé dans Kingdom Hearts I par Ariel (dans le monde sous-marin d'Atlantica) et dans Kingdom Hearts 2 par Mulan, mais celles-ci ne sont pas des « Princesses de Cœur ».
Dans Kingdom Hearts: Birth by Sleep, Ventus escorte Blanche-Neige à travers les bois jusqu'à la maison des nains. Terra, lui, protège Cendrillon pour qu'elle arrive sauve au bal, mais à un autre moment du jeu, manipulé par Maléfique, il lui permet de voler le cœur de la princesse Aurore.

### Once Upon a Time
Toutes les princesses, à l'exception de Pocahontas, de Vaiana et de Raya, apparaissent dans la série fantastique américaine Once Upon a Time dans un rôle plus ou moins important : 
- Blanche-Neige et Belle apparaissent dans toutes les saisons ;
- Cendrillon et Raiponce apparaissent dans la saison 7, et il est important de noter que Raiponce s'y révèle être également la marâtre de Cendrillon :
  - il existe une première version des personnages, moins approfondie, sans aucun rapport avec les événements présentés en saison 7. Cendrillon a ainsi fait quelques apparitions dans les saisons 1, 4 et 6 ainsi que dans le premier épisode du spin-off Once Upon a Time in Wonderland, et Raiponce apparaît dans un épisode de la saison 3 ;
- Aurore et Mulan apparaissent dans les saisons 2 et 3, la plupart du temps associées. La première réapparaît dans la saison 4 et la seconde dans la saison 5. Il est important de noter que Mulan éprouve des sentiments amoureux pour Aurore ;
- Ariel apparaît dans les saisons 3, 4, 6 et 7 ;
- Mérida, Jasmine et Tiana n'apparaissent que dans une saison : respectivement dans les saisons 5, 6 et 7.

### Jouets Lego
Une gamme Lego est sortie en 2012 sur les films des princesses Disney (Lego Disney Princess) avant d'être élargie à l'univers Disney entier en 2016 (Lego Disney).

## Accueil critique
La gamme Princesses Disney a souvent fait l'objet de critiques sous divers aspects. La gamme suscite en particulier des tensions avec les mouvements féministes, aux États-Unis et ailleurs dans le monde, en raison de sa représentation des femmes jugée conservatrice, voire réactionnaire. Plusieurs articles dans la presse américaine ont exprimé des inquiétudes au sujet de la gamme. Fin décembre 2006, Peggy Orenstein publie dans le New York Times une enquête intitulée « What's Wrong with Cinderella? » où elle analyse le déploiement commercial de la gamme et son succès et estime que l'identification constante des petites filles à ces personnages de princesses peut avoir des effets négatifs sur leur épanouissement personnel. Les mères peuvent être en désaccord avec les valeurs et le rôle tenu par les personnages et les produits dérivés. Elles peuvent aussi ne pas pouvoir être prêtes à répondre à certaines questions de leurs filles liées à ces valeurs. 
Dans un article du Guardian paru en 2013 au moment de la sortie du film La Reine des neiges, Anna Smith reproche à Disney de ne représenter les princesses que sous la forme de jeunes femmes minces aux grands yeux et aux petits pieds, uniformes et irréalistes. La gamme des Princesses Disney devient le symbole d'un ensemble de gammes de produits destinés aux petites filles qui se développent dans les années 2000–2010 et sont souvent regroupés sous le nom de « culture princesses » ou « culture girly », considéré comme progressiste sous certains aspects (des personnages plus actifs) mais rétrograde et aliénant sous d'autres (par son caractère très prescriptif quant aux normes de beauté corporelle et son utilisation quasi-exclusive de la couleur rose, par exemple).
La gamme s'est parfois attirée des critiques de la part de son public. Mérida, héroïne du film d'animation Rebelle, produit par les studios Pixar en 2012, est une guerrière rousse au visage arrondi et à la chevelure rousse hirsute, vêtue d'une robe sobre et un peu déchirée. Mais au moment de son ajout à la gamme des princesses Disney, les premiers visuels rendus publics au printemps 2013 montrent une Mérida amincie, aux cheveux bien coiffés et à la robe luxueuse, présentée sans son arc dans une pose statique. Cela soulève de nombreuses critiques et Disney renonce finalement à modifier l'apparence du personnage.